# Lasson (Yonne)
Lasson település Franciaországban, Yonne megyében. Lakosainak száma 142 fő (2022. január 1.). Lasson Coursan-en-Othe, Racines, Neuvy-Sautour és Sormery községekkel határos.

## Népesség
A település népességének változása:
| Lakosok száma | 125  | 140  | 144  | 146  | 145  | 144  | 143  | 141  | 142  |
|               | 2013 | 2015 | 2016 | 2017 | 2018 | 2019 | 2020 | 2021 | 2022 |